# Фалькове
Фа́лькове — село в Україні, у Долинській міській громаді Кропивницького району Кіровоградської області. Населення становить 80 осіб.

## Населення
Згідно з переписом УРСР 1989 року чисельність наявного населення села становила 90 осіб, з яких 35 чоловіків та 55 жінок.
За переписом населення України 2001 року в селі мешкала 81 особа.

### Мова
Розподіл населення за рідною мовою за даними перепису 2001 року:
| Мова       | Відсоток |
| ---------- | -------- |
| українська | 95,00 %  |
| російська  | 3,75 %   |
| вірменська | 1,25 %   |